# جوزيف-أوكتاف سامسون
جوزيف-أوكتاف سامسون هو سياسي كندي، ولد في 9 يناير 1862 في Saint-Isidore, Chaudière-Appalaches ‏ في كندا، وتوفي في 10 ديسمبر 1945 في مدينة كيبك في كندا. نشط حزبياً في حزب كيبيك الليبرالي. وقد انتخب عمدة مدينة كيبك ‏ (1 مارس 1920 – 1 مارس 1926) وانتخب عضو الجمعية الوطنية في كيبك ‏.